# 알라카르트 (소프트웨어)
알라카르트(Alacarte, 예전 이름은 "심플 메뉴 에디터 포 그놈"(Simple Menu Editor for GNOME, 줄여서 SMEG)는 그놈 데스크톱을 위한 메뉴 에디터이다. 그놈 2.16 판의 일부이다. 그놈 2.16 판의 주된 부가 기능이다.
예전의 메뉴 에디터를 대체하였다. 새로운 메뉴 추가, 새로운 아이템 추가, 구분선 추가 등의 기능을 갖고 있다.
"Places"메뉴는 기본적으로 편집할 수 없다. "Places" 메뉴를 편집하려면, $gedit ~/.gtk-bookmarks 같이 명령을 입력하든가, gconf-editor를 사용하여야 한다.